# Кшижановиці-Дольне
Кшижановиці-Дольне (пол. Krzyżanowice Dolne) — село в Польщі, у гміні Пінчів Піньчовського повіту Свентокшиського воєводства.
Населення — 160 осіб (2011).
У 1975-1998 роках село належало до Келецького воєводства.

## Демографія
Демографічна структура на день 31 березня 2011 року:
|          | Загалом | Допрацездатний вік | Працездатний вік | Постпрацездатний вік |
| -------- | ------- | ------------------ | ---------------- | -------------------- |
| Чоловіки | 78      | 14                 | 50               | 14                   |
| Жінки    | 82      | 14                 | 44               | 24                   |
| Разом    | 160     | 28                 | 94               | 38                   |